# ویلهلم باکهاوس
ویلهلم باکهاوس (آلمانی: Wilhelm Backhaus; ۲۶ مارس ۱۸۸۴ – ۵ ژوئیهٔ ۱۹۶۹) نوازندهٔ پیانو اهل آلمان بود.